# Костяной Сад
«Костяной Сад» (англ. Garden of Bones) — четвёртый эпизод второго сезона фэнтезийного сериала канала HBO «Игра престолов». Сценарий написала Ванесса Тейлор, а режиссёром стал Дэвид Петрарка.
Название эпизода приходит из фразы, используемой сиром Джорахом Мормонтом при описании пустыни, окружающей Кварт.

## Сюжет

### За пределами Окскросса
Робб Старк (Ричард Мэдден) выигрывает ещё одну битву против армии Ланнистеров. После этого он обсуждает судьбу пленных солдат Ланнистеров с лордом Русе Болтоном (Майкл Макэлхаттон). Болтон предлагает пытать и затем ликвидировать заключённых, чтобы не тратить на них продовольствие, но Робб настаивает на справедливом отношении к ним и напоминает ему, что его сёстры всё ещё в плену в Королевской Гавани. Обходя поле битвы, Робб встречает полевого медика Талису (Уна Чаплин) и помогает ей ампутировать стопу одному из солдат Ланнистеров. Несмотря на доводы Робба в оправдание войны, Талиса говорит ему о его ответственности за кровавую бойню в битве; её дух и прямота впечатляют его.

### В Королевской Гавани
Король Джоффри (Джек Глисон) становится всё более жестоким: узнав о последней победе Робба, он публично унижает его сестру, Сансу (Софи Тёрнер), и приказывает сиру Мерину Транту (Иэн Битти) при всех избить её. Тирион (Питер Динклэйдж) и Бронн (Джером Флинн) вовремя вмешиваются в происходящее и уводят девушку. Тирион восхищается её силой духа. Бронн предполагает, что секс может успокоить маленького короля, и Тирион направляет проституток Рос (Эсме Бьянко) и Дэйзи (Мэйси Ди) в покои Джоффри. Однако Джоффри заставляет Рос избить Дэйзи, чтобы доставить «сообщение» Тириону. Сир Лансель Ланнистер (Юджин Саймон) навещает Тириона и передаёт ему приказ королевы Серсеи освободить великого мейстера Пицеля. Тирион говорит Ланселю, что он знает о его любовной связи с Серсеей, но он скроет правду от Джоффри в обмен на то, что Лансель будет для него шпионить за Серсеей.

### В Харренхоле
Попавших в плен Арью (Мэйси Уильямс), Джендри (Джо Демпси) и Пирожка (Бен Хоуки) приводят в разрушенный замок Харренхол, который в данный момент захвачен армией Ланнистеров. В замке расположен гарнизон под командованием Григора «Горы» Клигана (Иэн Уайт), который ежедневно жестоко пытает и убивает пленников, пытаясь выяснить что-то о группе, именуемой «Братством». В один из дней Джендри стал следующим в очереди для пыток, но экзекуция была остановлена прибывшим лордом Тайвином Ланнистером (Чарльз Дэнс), который пресекает расправы и приказывает отправить заключённых работать. Полливер (Энди Келлегер) угрожает Арье, которая засмотрелась на Иглу, ранее отнятый у неё меч. Однако за неё вступается Тайвин, который распознаёт, что она девочка, и делает её своей чашницей.

### У стен Кварта
Дейенерис (Эмилия Кларк) узнает от вернувшегося из разведки Коварро (Стивен Коул), что в ближайшем городе Кварт готовы принять «Мать драконов». Сир Джорах Мормонт (Иэн Глен) предупреждает, что Кварт окружен жестокой пустыней «Костяной Сад». Когда «орда» Дейенерис прибывает в Кварт, их встречают Тринадцать, правители города. Один из них, торговец пряностями (Николас Блэйн), выступает от общего имени и торгуется с ней, чтобы увидеть драконов Дейенерис, в обмен на еду и отдых внутри Кварта. Дейенерис просит, чтобы сначала позаботились о её людях, прежде чем она покажет своих драконов, и Тринадцать решают бросить их в Саду костей. Дейенерис клянётся отомстить Кварту, и один из Тринадцати, Ксаро Ксоан Даксос (Нонсо Анози), ручается за людей Дейенерис клятвой крови, после чего им позволяют войти в город.

### В Штормовых Землях
Петир «Мизинец» Бейлиш (Эйдан Гиллен) прибывает в Штормовые Земли и встречается с Ренли Баратеоном (Гетин Энтони), чтобы обсудить осаду Королевской Гавани. Встретив Маргери Тирелл (Натали Дормер), он задаёт вопросы о её браке и отношениях Ренли с её братом Лорасом (Финн Джонс), но потенциальная королева уклоняется от ответов. Далее он встречается с Кейтилин (Мишель Фэйрли), которая приходит в ярость при виде него. Мизинец сообщает ей о желании Ланнистеров обменять Сансу и Арью на сира Джейме, в качестве жеста доброй воли он передаёт ей останки Неда. Позже Ренли и Кейтилин встречаются со Станнисом (Стивен Диллэйн) и Мелисандрой (Кэрис ван Хаутен). Станнис предлагает Ренли войти в его войско в обмен на статус наследника, но Ренли отказывается, поскольку он обладает большей армией и поддержкой многих знатных семей. Перед уходом Станнис говорит Ренли, что до рассвета он либо передумает, либо будет уничтожен.
Ночью Станнис приказывает Давосу (Лиам Каннингем) отвезти Мелисандру на берег и удостовериться, что их никто не видел. Прибыв на берег, Давос становится свидетелем того, как Мелисандра, находясь в поздней стадии беременности, рожает ужасающую тёмную магическую фигуру, которая исчезает в облаке дыма.

## Производство

### Сценарий

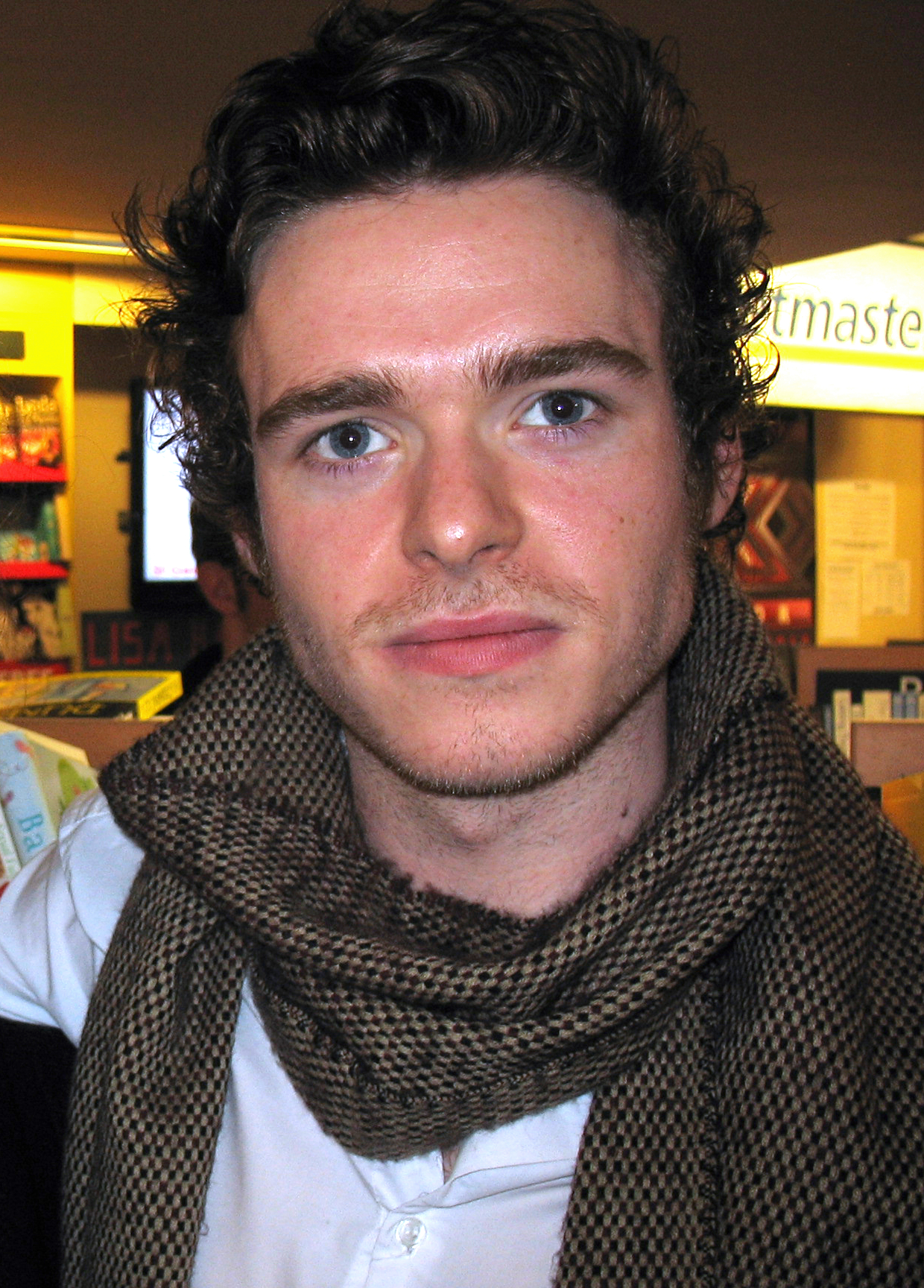
Выступление Ричарда Мэддена в первом сезоне убедило сценаристов расширить сюжетную линию Робба и показать его кампанию на Западе.

«Костяной Сад» был первым из двух эпизодов, сценарий к которому написала Ванесса Тейлор, добавленная в состав сценаристов этого сезона. Сценарий был основан на главах 27, 30, 32, 33 и 43 (Арья VI, Тирион VII, Кейтилин III, Санса III и Давос II) из романа Джорджа Р. Р. Мартина «Битва королей».
Эпизод имеет много существенных отклонений от исходного материала. Одно из самых значительных — персонаж Талиса, которая основана на Джейн Вестерлинг из романа, но у неё другие предыстория и мотивы (в книгах она дочь незначительного лорда-вассала Ланнистеров, в то время как в шоу она иностранная леди из Вольного Города Волантиса). Продюсеры признают, что сюжетная линия Робба является «одним из тех мест, где роман и шоу довольно резко расходятся». Талант и обаяние, которые Ричард Мэдден продемонстрировал в течение первого сезона, убедили расширить его присутствие и изобразить его любовную историю на экране.
Другие отклонения включают раннее прибытие Мизинца к армии Тиреллов и его взаимодействие с Кейтилин (в книгах он приезжает гораздо позже, после того как она уехала), слияние двух теневых существ Мелисандры в одно (Осада Штормового Предела и персонаж Кортни Пенроза выпали из шоу) и раскрытие Тайвином пола Арьи, а также то, что он делает её своим виночерпием (в книгах Арья отказывается от своей личности мальчика и назначена работать на кухнях; виночерпием она стала позже у Русе Болтона, а не Тайвина). Кроме того, несколько сцен были специально созданы для шоу, включая сцену с садистскими наклонностями Джоффри и проститутками, и сцену, в которой Дейенерис принимают у ворот в Кварт.

### Кастинг
Этот эпизод подчёркивает первое появление повторяющейся актрисы Уны Чаплин. Когда в августе 2011 года был объявлен кастинг, HBO только указал персонажа по имени «Джейн», отказываясь дать какую-либо фамилию. Так как в книгах было несколько персонажей с таким именем, это привело к спекуляциям о том, кого Чаплин будет играть. В конечном счёте, было объявлено, что персонаж был основан на Джейн Вестерлинг, и ко времени начала съёмок, её переименовали в Талису. Чаплин прочитала все оригинальные книги и уже была большим фанатом шоу, прежде чем прийти на кастинг.

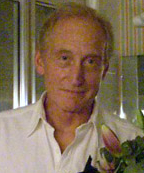
Чарльз Дэнс возвращается в «Костяном Саду» и повышен до актёра основного состава.

Новое место действия, Кварт также было представлено, также с тремя ролями среди Тринадцати, руководящими органами города:
- Ксаро Ксоан Даксос был сыгран Нонсо Анози. В книгах Ксаро — коренной житель Кварта, и белый, но в сериале Ксаро является иммигрантом с Летних Островов и чёрным. Множество других черт оригинального персонажа, такие как гомосексуализм и постоянное рыдание, были убраны из адаптации. Анози рассказал, что он прослушивался для другой роли в первом сезоне, и HBO хотел принять его, но проблема расписаний помешала ему присутствовать.[6]
- Король Пряностей был сыгран Николасом Блэйном. Персонаж был специально создан для шоу, но он воплощает в себе Древнюю Гильдию Пряностей из книги, одну из древних купеческих группировок, которая контактирует с Ксаро Ксоаном Даксосом.[7]
- Пиат Прей был сыгран Иэном Ханмором, у которого не было реплик в этом эпизоде, но он присутствовал на приёме у ворот. В книге колдун не был одним из Тринадцати.

Чарльз Дэнс возвращается в роли Тайвина Ланнистера, он был добавлен в главный актёрский состав и включён в начальные титры (он был повторяющейся приглашённой звездой в течение первого сезона). Эпизод подчёркивает первое появление Иэна Уайта в роли Григора Клигана. Ранее Клигана играл Конан Стивенс в первом сезоне. Уайт играл Белого Ходока, показанного в первом эпизоде, также как и в эпизоде второго сезона, «Ночные Земли». Хотя Уайт не вернулся в роли Григора в четвёртом сезоне (роль была отдана исландскому тяжеловесу Хафтору Юлиусу Бьёрнссону), он сыграл великана Вун Вуна в эпизодах пятого сезона «Суровый Дом» и «Танец драконов».

### Места съёмок

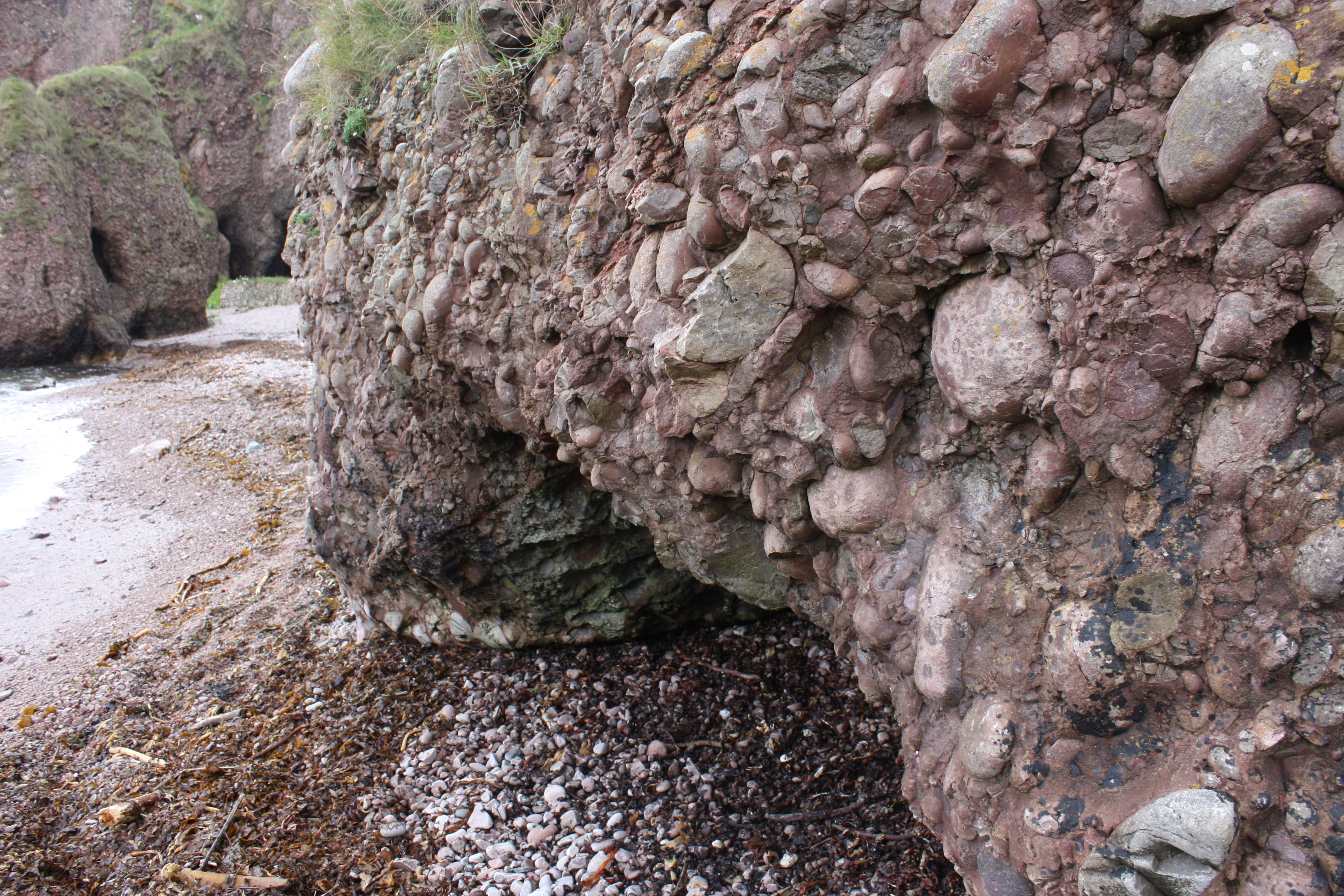
Заключительная сцена эпизода была снята в пещерах Кашендан.

Производство для «Сада костей» продолжило использовать студии The Paint Hall в Белфасте для внутренних съёмок и построенные места съёмок в заливе Лэррибэйн для сцен в лагере Ренли.
Эпизод также представил множество наружных съёмок: ворота в Кварт были построены в каменоломне Дубац возле Дубровника, на скалах над Адриатическим морем; сцены в пещерах, ниже лагеря Ренли, были сняты в пещерах Кашендан, в графстве Антрим; а места съёмок, представляющие большой разрушенный замок Харренхолла, были построены возле Банбриджа, графство Даун.

### Постановка и реквизит
Заключительная сцена, в которой Мелисандра рождает теневое существо, была снята ночью, в настоящей пещере и в холодную погоду. Сцена была очень неприхотливой для актрисы Кэрис ван Хаутен, которой пришлось быть голой и кричать громко во время родов. По этой причине, сцену не смогли репетировать перед съёмками. Чтобы ван Хаутен выглядела беременной, художник по гриму шоу Конор О’Салливан подготовил поддельный живот, которым пневматически управляли для имитации родов. Существо добавили при помощи CGI.
Мэйси Ди, порноактриса, которая исполнила роль изувеченной проститутки Дэйзи, рассказала о своём опыте на «Игре престолов» в своём блоге. Она написала, что её персонаж был безымянным во время съёмок своей первой сцены, но кончилось тем, что её персонажу дали имя позже. Сцену издевательства над ней по приказу Джоффри снимали на протяжении дня, при этом использовали реальный кожаный ремень и мягкий реквизит, чтобы показать, как Рос порет Дэйзи.

## Реакция

### Рейтинги
Число зрителей во время первого выхода в эфир оставалось неизменным четвёртую неделю подряд, достигнув 3.7 миллионов зрителей.

### Реакция критиков
«Костяной Сад» получил в основном положительные мнения от многих комментаторов. На сайте Rotten Tomatoes, эпизод получил рейтинг 100 %, на основе 14 положительных отзывов. Мэтт Фоулер из IGN дал отметку 9 из 10, называя его «свирепое отношение, перегруженное страданием, пытками и полной 'wtf' концовкой, подпитываемой чёрной магией.»
 Дэвид Симс и Тодд Вандерверифф, два рецензента из The A.V. Club, оба поставили эпизоду отметку B+. ТВ фанат Мэтт Рихенталь также посчитал его лучшим в сезоне, но волновался за концовку и за то, как магия будет рассматриваться в шоу.

### Награды
Эпизод выиграл премию «Эмми» за лучшие декорации в сериале.